# Antonio Rebollo
Antonio Rebollo Liñán (Madrid, 1955) es un deportista español que compitió en tiro con arco adaptado. Ganó tres medallas en los Juegos Paralímpicos de Verano entre los años 1984 y 1992.
Es conocido por prender la llama olímpica disparando una flecha encendida sobre el pebetero olímpico, en los Juegos Olímpicos de Barcelona 1992.

## Palmarés internacional
| Juegos Paralímpicos | Juegos Paralímpicos                              | Juegos Paralímpicos | Juegos Paralímpicos            |
| Año                 | Lugar                                            | Medalla             | Prueba                         |
| ------------------- | ------------------------------------------------ | ------------------- | ------------------------------ |
| 1984                | Nueva York (EE. UU.) Stoke Mandeville (R. Unido) | Medalla de plata    | Doble ronda FITA integrado     |
| 1988                | Seúl (Corea del Sur)                             | Medalla de bronce   | Doble ronda FITA clase abierta |
| 1992                | Barcelona (España)                               | Medalla de plata    | Equipo clase abierta           |